# Honnōji Hotel
Pour plus de détails, voir Fiche technique et Distribution.
Honnōji Hotel (本能寺ホテル, Honnō-ji hoteru) est un film japonais réalisé par Masayuki Suzuki, sorti en 2017,.

## Synopsis
À Kyoto, Mayuko (Haruka Ayase) se trouve au carrefour de sa vie. Elle pense au mariage avec son petit ami Kyoichi (Hiroyuki Hirayama). Par accident, elle atterrit à l'hôtel Honnōji où elle rencontre la figure historique Oda Nobunaga (Shinichi Tsutsumi (en)) qui tente d'unifier le Japon.

## Fiche technique
- Titre original : 本能寺ホテル (Honnō-ji hoteru?)
- Titre : Honnōji Hotel
- Réalisateur : Masayuki Suzuki
- Scénario : Tomoko Aizawa (ja)
- Photographie : Shōji Ehara (ja)
- Montage : Takuya Taguchi (ja)
- Musique : Naoki Satō
- Pays d'origine :  Japon
- Langue originale : japonais
- Format : couleur - 2,35:1 - 35 mm - Dolby Digital
- Genre : comédie dramatique
- Durée : 120 minutes[3]
- Date de sortie : 
  - Japon : 14 janvier 2017[3]

## Distribution
- Haruka Ayase[3] : Mayuko Kuramoto
- Shinichi Tsutsumi[3] : Oda Nobunaga
- Gaku Hamada[3] : Mori Ranmaru
- Hiroyuki Hirayama[3]
- Hiromasa Taguchi[3]
- Masahiro Takashima[3] : Akechi Mitsuhide
- Masaomi Kondō[3]
- Morio Kazama[3]
- Kiichi Nakai : narrateur

## Box-office
Le film est premier du box-office japonais pour son premier week-end avec 167 000 entrées et 1,8 million $ de recettes.